# エル・タマルガル県
エル・タマルガル県（スペイン語: Provincia del Tamarugal）は、チリ北部のタラパカ州 (I) にある2つの県のうちの1つである。県都はパソ・アルモンテ市、名前はパンパ・デル・タマルガルからきている。

## 地理と人口動態
以下は、国立統計研究所（INE）の2002年国勢調査による。
- 面積：39,390.5 km2 (15,209 sq mi) - 国内7位
- 人口：22,531 - 国内9番目に少ない
  - 男性：14,175
  - 女性：8,356
- 人口密度：0.6人/k㎡（2人/平方マイル）
- 人口増加率：63.5%（8,748人） - 1992年〜2002年

## 行政
県であるエル・タマルガルは、第二級行政区画であり、5つのコムーナ（スペイン語：comunas）から構成される。県知事は大統領が任命する。Espartago Ferrari Pavezは、大統領のセバスティアン・ピニェラに任命された。
| コムーナ                | 面積 (km2) | 2002年 の人口 | 人口密度 (km2) | 行政 ウェブサイト |
| ----------------------- | ---------- | ------------- | -------------- | ----------------- |
| パソ・アルモンテ (県都) | 13,765.8   | 10,830        | 0.8            | link              |
| ピカ                    | 8,934.3    | 6,178         | 0.7            | link              |
| ウアラ                  | 10,474.6   | 2,599         | 0.2            | link              |
| コルチャネ              | 4,015.6    | 1,649         | 0.4            | link              |
| カミナ                  | 2,200.2    | 1,275         | 0.6            | none              |
| 県全体                  | 39,390.5   | 22,531        | 0.6            | link              |